# Endemie (biogeografie)

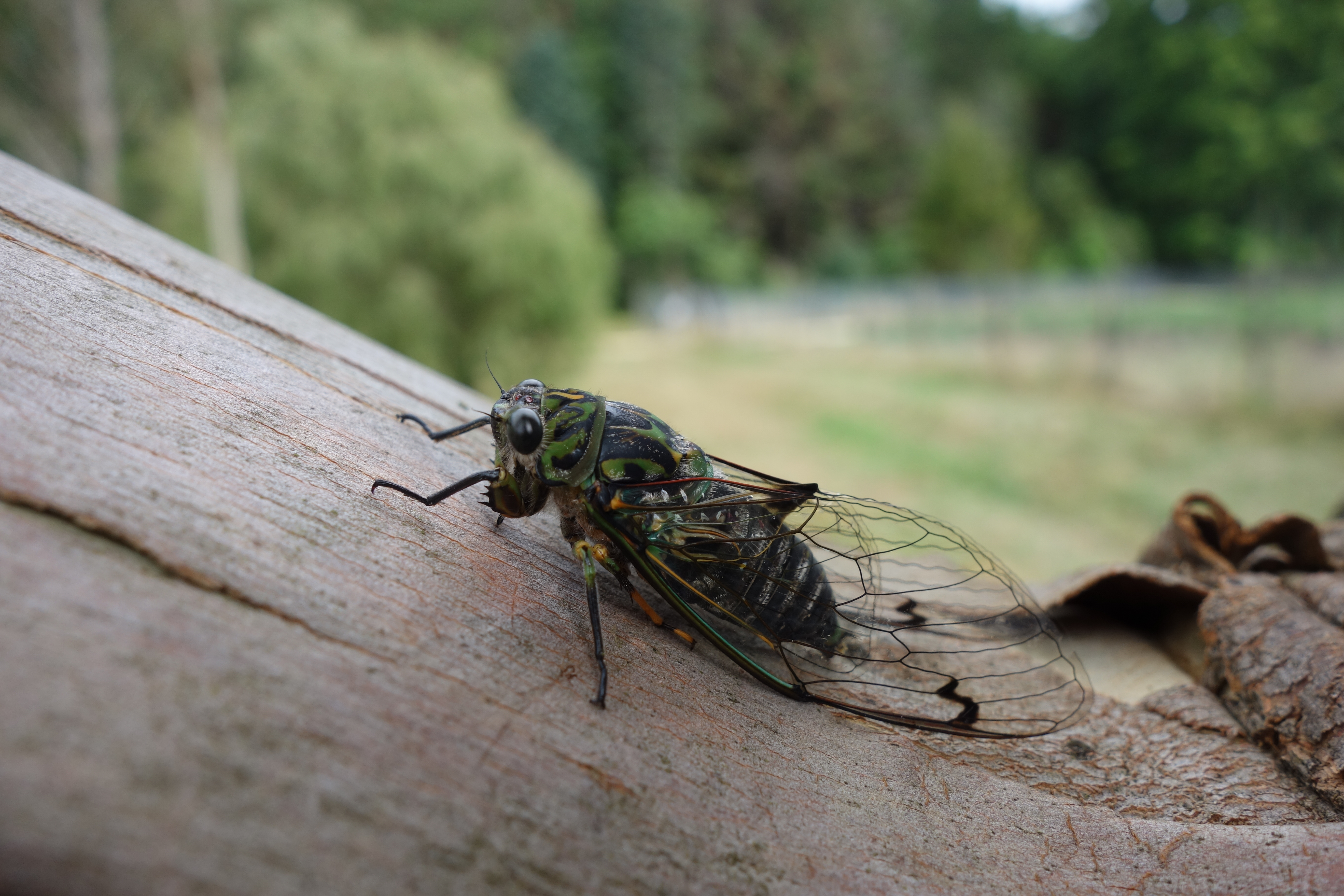
Amphipsalta zelandica is een endemische cicade op Nieuw-Zeeland.

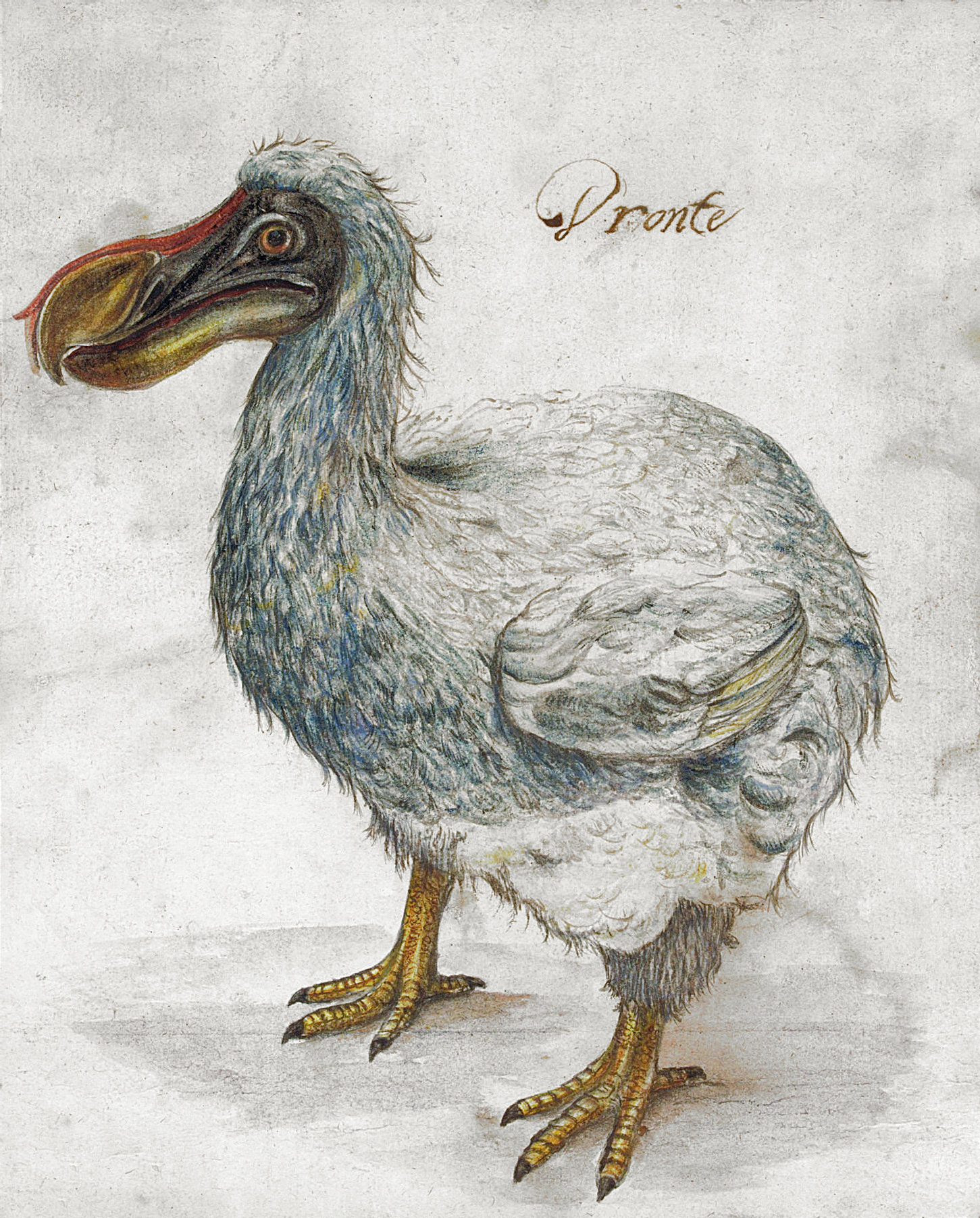
Schets van de dodo, een uitgestorven vogel die endemisch was op Mauritius.

Endemie of endemisme is het verschijnsel dat een soort (of een ander taxon, zoals geslacht of familie) van nature uitsluitend voorkomt in één geografisch afgegrensd gebied, zoals eilanden in de oceaan, geïsoleerde gebergten, meren of riviersystemen. Indien een soort enkel daar voorkomt, spreekt men van een endeem of van endemische soort. Endemisme is een biogeografisch begrip: het gaat om de geografische verspreidingsgebieden (areaal) van taxa.
Kosmopolieten zijn daarentegen soorten die verspreid zijn over een groot deel van de wereld; ze hebben een kosmopolitische verspreiding.
De term endemisch moet niet verward worden met de term "inheems". Inheems in een bepaald gebied houdt slechts in dat de soort van nature – dat wil zeggen spontaan en zonder menselijke invloed – voorkomt. 
Endemie is een belangrijk verschijnsel in de biogeografie, omdat het endemisch zijn van een organisme impliceert dat dat organisme 
- in zijn huidige verspreidingsgebied ontstaan is en zich nooit verder heeft verspreid, óf
- in zijn huidige verspreidingsgebied ontstaan is, zich ooit verder heeft verspreid maar zich door uitsterven elders weer tot zijn oorsprongsgebied heeft beperkt, óf
- elders is ontstaan en op het enige, huidige verspreidingsgebied na uitgestorven is (relict)

## Voorbeelden

### Dieren
- Albino krab, tienpotige uit de familie springkrabben, op het Canarische eiland Lanzarote.
- Grote vuurvlinder (Lycaena dispar batava)
- Lemuren of maki's (Lemuriformes) op het eiland Madagaskar
- Martes americana atrata, ondersoort van de Amerikaanse marter op het Canadese eiland Newfoundland
- Bruijns boskalkoen (Aepypodius bruijnii), op het Indonesische eiland Waigeo
- Molukse kerkuil (Tyto sororcula) op de Tanimbar-eilanden (Molukken)
- Baikalrob (Pusa sibirica) in het Baikalmeer
- Civettictis civetta pauli in Djibouti
- Tetracheilostoma carlae, een slang op Barbados
- Cylindrus obtusus een landslakkensoort op enkele bergtoppen in de Oostenrijkse Oostalpen.
- Australische krokodil (Crocodylus johnsoni) en veel van de buideldieren in Australië
- Reuzenpanda (Ailuropoda melanoleuca) in China

### Planten
- Passiflora yucatanensis, een passiebloem op Cozumel in Mexico
- Ambuchanania leucobryoides, een verwante van de veenmossen op Tasmanië
- Braya fernaldii, Braya longii en Salix jejuna, drie plantensoorten in de kalksteenvlaktes van het Great Northern Peninsula van Newfoundland

### Uitgestorven
- Duingentiaanblauwtje (Maculinea alcon arenaria) in Nederland
- Dodo (Raphus cucullatus), een door de mens uitgeroeide vogel op Mauritius

### Endemisch in België
Voorbeelden van soorten die enkel in België voorkomen zijn:
- Ardense dravik (Bromus bromoideus)
- Cryptodifflugia angustastoma
- Veigaia hubarti